# تيران بتواي
تيران بتواي (بالإنجليزية: Terran Petteway)‏ مواليد 8 أكتوبر 1992 في غالفستون، هو لاعب كرة سلة محترف أمريكي بدأ مسيرته الاحترافية في سنة 2015 يلعب في دوري الرابطة الوطنية لفئة التطوير ويحمل الرقم 5. يبلغ طوله 6 قدم 6 بوصة (2.0 م). لعب كرة السلة الجامعية في جامعة تكساس التقنية.

## روابط خارجية
- تيران بتواي على موقع سبورتس رفرنس (الإنجليزية)
- تيران بتواي على موقع كرة السلة الأوروبية.كوم (الإنجليزية)
- تيران بتواي على موقع كلية كرة السلة في سبورتس رفرنس.كوم (الإنجليزية)
- تيران بتواي على موقع ريلجم (الإنجليزية)
- تيران بتواي على موقع بروبوليرز (الإنجليزية)
- تيران بتواي على موقع سبورتس رفرنس (الإنجليزية)
- تيران بتواي على موقع سبورتس رفرنس (الإنجليزية)